# Lijst van rijksmonumenten in Ruurlo
De plaats Ruurlo telt 23 inschrijvingen in het rijksmonumentenregister. Hieronder een overzicht.
| Object                                                                                            | Oorspronkelijke functie?  | Bouwjaar                          | Architect        | Locatie                   | Coördinaten?                 | Nr.?   | Afbeelding                           |
| ------------------------------------------------------------------------------------------------- | ------------------------- | --------------------------------- | ---------------- | ------------------------- | ---------------------------- | ------ | ------------------------------------ |
| Dorpskerk                                                                                         | Kerk en kerkonderdeel     | 14e eeuw (oorsprong)              |                  | Kerkplein 1               | 52° 5' 11" NB, 6° 26' 57" OL | 32991  | Meer afbeeldingen                    |
| 't Muldershuis                                                                                    | Boerderij                 | 1891 (jaartalsteentje)            |                  | Zelhemseweg 2             | 52° 4' 42" NB, 6° 26' 15" OL | 32993  | Meer afbeeldingen                    |
| Fraai gelegen hoeve, met schuur                                                                   | Boerderij                 | eerste kwart 19e eeuw             |                  | Stapeldijk 1              | 52° 4' 35" NB, 6° 26' 56" OL | 32994  | Fraai gelegen hoeve, met schuur      |
| Heikamp                                                                                           | Boerderij                 | eerste helft 19e eeuw             |                  | Hengeloseweg 2            | 52° 4' 40" NB, 6° 25' 39" OL | 32995  | Heikamp                              |
| Het Slag                                                                                          | Boerderij                 | 1860                              |                  | Slagmansdijk 1            | 52° 4' 34" NB, 6° 25' 27" OL | 32996  | Het Slag                             |
| Kleine Former                                                                                     | Woonhuis                  |                                   |                  | Vordenseweg 6             | 52° 5' 10" NB, 6° 24' 52" OL | 32997  | Upload foto                          |
| Hoeve Loo                                                                                         | Boerderij                 | ca. 1800                          |                  | Binnemansdijk 1           | 52° 5' 1" NB, 6° 26' 49" OL  | 32998  | Upload foto                          |
| Hoeve "Schans" met luiken voor de vensters en oude roedenverdeling. Fragmenten van ouder muurwerk | Boerderij                 | Waarschijnlijk midden 19e eeuw    |                  | Vordenseweg 3             | 52° 4' 58" NB, 6° 26' 50" OL | 32999  | Meer afbeeldingen                    |
| Houtzaagmolen Agneta                                                                              | Industrie- en poldermolen | 1851                              |                  | Borculoseweg 36           | 52° 5' 21" NB, 6° 27' 12" OL | 33000  | Meer afbeeldingen                    |
| Kleine boerderij van het type krukhuis)                                                           | Boerderij                 | 1907 (ge- of verbouwd             |                  | Berenpassteeg 3           | 52° 5' 55" NB, 6° 28' 28" OL | 509429 | Upload foto                          |
| Huize Ruurlo: Hoofdgebouw                                                                         | Kasteel, buitenplaats     | eerste helft 14e eeuw (oorsprong) |                  | Vordenseweg 2             | 52° 4' 44" NB, 6° 26' 42" OL | 529502 | Meer afbeeldingen                    |
| Huize Ruurlo: historische tuin- en parkaanleg                                                     | Tuin, park en plantsoen   | 19e eeuw                          |                  | Vordenseweg 2             | 52° 4' 44" NB, 6° 26' 8" OL  | 529503 | Upload foto                          |
| Huize Ruurlo: Koetshuis                                                                           | Bijgebouwen kastelen enz. | 19e eeuw                          |                  | Vordenseweg 2A            | 52° 4' 43" NB, 6° 26' 40" OL | 529504 | Upload foto                          |
| Huize Ruurlo: Toegangsbrug                                                                        | Bijgebouwen kastelen enz. | 18e eeuw                          |                  | Vordenseweg 2             | 52° 4' 44" NB, 6° 26' 42" OL | 529505 | Upload foto                          |
| Huize Ruurlo: Zonnewijzer                                                                         | Tuin, park en plantsoen   | einde 19e eeuw                    |                  | Vordenseweg 2             | 52° 4' 45" NB, 6° 26' 43" OL | 529506 | Upload foto                          |
| Dubbele watermolen (zonder waterrad)                                                              | Industrie- en poldermolen | 1783                              |                  | Vordenseweg 2/ Molenbos 2 | 52° 4' 44" NB, 6° 26' 42" OL | 529507 | Dubbele watermolen (zonder waterrad) |
| Huize Ruurlo: Doolhof                                                                             | Tuin, park en plantsoen   | 1885                              |                  | Vordenseweg 2             | 52° 4' 42" NB, 6° 26' 2" OL  | 529508 | Upload foto                          |
| Huize Ruurlo: Koetsierswoning                                                                     | Bijgebouwen kastelen enz. | 1902                              | Samuel Weatherly | Molenbos 5                | 52° 4' 41" NB, 6° 26' 32" OL | 530705 | Upload foto                          |
| Huize Ruurlo: Houtloods                                                                           | Bijgebouwen kastelen enz. | circa 1900                        |                  | Molenbos 3                | 52° 4' 42" NB, 6° 26' 31" OL | 530706 | Upload foto                          |
| Huize Ruurlo: Koestal                                                                             | Bijgebouwen kastelen enz. | 1754                              |                  | Vordenseweg 7             | 52° 4' 47" NB, 6° 26' 34" OL | 530707 | Upload foto                          |
| Huize Ruurlo: Voormalige chauffeurswoning                                                         | Bijgebouwen kastelen enz. | 1926                              |                  | De Boomkamp 2             | 52° 4' 52" NB, 6° 26' 38" OL | 530708 | Upload foto                          |
| Huize Ruurlo: Inlaat                                                                              | Waterkering en -doorlaat  | 1913                              |                  | bij Vordenseweg 2         | 52° 4' 35" NB, 6° 26' 47" OL | 530709 | Upload foto                          |
| Huize Ruurlo: Historische stuw                                                                    | Waterkering en -doorlaat  | 1878                              |                  | bij Vordenseweg 2         | 52° 4' 45" NB, 6° 26' 36" OL | 530710 | Upload foto                          |